# 米尔斯 (怀俄明州)
米尔斯（英語：Mills），是美国怀俄明州纳特罗纳县（Natrona）下属的一座城市。该市的人口在2000年为2,591人，2010年有3,461，2011年则估计有3,504人。